# Zielonka (gmina Tuchola)
Zielonka (niem. U.F. Grünau) – osada leśna w Polsce, położona w województwie kujawsko-pomorskim, w powiecie tucholskim, w gminie Tuchola, na obszarze Tucholskiego Parku Krajobrazowego. Miejscowość jest częścią składową sołectwa Klocek.
W latach 1975–1998 miejscowość administracyjnie należała do województwa bydgoskiego.